# Carolyne Sirengo
Carolyne Mutoro Sirengo est une joueuse kényane de volley-ball née le 4 novembre 1997.

## Biographie
Elle fait partie de l'équipe du Kenya féminine de volley-ball, avec laquelle elle remporte la médaille d'or des Jeux africains de 2019.